# 市中豪亞酒店
市中豪亞酒店（英語：Oasia Hotel Downtown），位於新加坡丹戎巴葛的一棟27層高酒店暨辦公大樓，於2016年4月落成，全棟大樓牆身呈橙紅色且栽種滿21種不同的攀爬植物，大樓約40％的體積為垂直整合的公共綠地，曾於2018年獲世界高層建築與都市人居學會頒授「世界最好高層建築」獎項（Best Tall Building in the World）。